# Edmund Grey, I conde de Kent
Edmund Grey,I conde de Kent (26 de octubre de 1416 – 22 de mayo de 1490), fue un administrador inglés, noble y magnate, hijo de Sir John Grey, miembro de la Orden de la Jarretera y Constance Holland. Su residencia principal estaba en Wrest, cerca de Silsoe, Bedfordshire.

## Linaje
A través de su madre, era bisnieto de Juan, I duque de Lancaster, tercer hijo del rey Eduardo III de Inglaterra, y su tercera esposa Catalina de Roet-Swynford; por tanto sobrino nieto de Enrique IV de Inglaterra y Felipa de Lancaster.
Grey sucedió a su abuelo Reginald Grey, III barón Grey de Ruthyn en 1440.
Se casó con otra bisnieta del tercer matrimonio de Juan de Lancaster, quien además descendía del segundo hijo de Eduardo III, Lionel, duque de Clarence. Tras la muerte de su primer hijo, su segundogénito George se convirtió en heredero, y posteriormente en George Grey, II conde de Kent (m. 15 de diciembre de 1505).

## Caballero
Edmund Grey fue nombrado caballero en octubre de 1440 por sus servicios en Aquitania. Atendió en el consejo real entre 1456 y 1458. Activo militarmente durante la Guerra de las Dos Rosas, jugó un rol decisivo con el cambio  su lealtad a los York en la batalla de Northampton; por este acto Eduardo IV le recompensó con una mansión en Ampthill disputada con Ralph de Cromwell, III barón Cromwell y Henry Holland, III duque de Exeter]].

## Tesorero de Inglaterra
Edmund Grey fue nombrado tesorero de Inglaterra el 24 de junio de 1463, siendo sucedido por Walter Blount, I barón Mountjoy en noviembre de 1464.

## Condado
Fue creado conde de Kent el 30 de mayor de 1465, poco después del matrimonio de su hijo mayor, Anthony, con Joan Woodville, hermana de la reina Isabel Woodville. (también referida como Eleanor Woodville) Fue nombrado justicia mayor del condado de Meryonnyth, Norte de Gales  y contable de Harlech.

## Descendencia
- Mary Grey (1440–1474).
- Anthony Grey (1446–1480), casado con Eleanor Woodville, hija de Ricardo Woodville, I conde de Rivers, y Jacquetta de Luxemburgo.
- Elizabeth Grey (m. 1472), esposa de Sir Robert Greystoke.
- Anne Grey (n. 1450), casada con John Grey, VIII barón Grey de Wilton.
- George Grey, II conde de Kent (1454–1505), casado con Anne Woodville, vizcondesa viuda de Bourchier.
- John Grey (1455–1484).
- Edmund Grey (n. 1457).